# 외모지상주의 (만화)
《외모지상주의》(外貌至上主義, 영문판: Lookism)는 네이버 웹툰에 매주 금요일에 연재 중인 웹툰이다. 웹툰 작가 박태준이 연재하고 있다. 실존인물을 이용해 캐릭터를 만들었다고 한다. 주인공 박형석도 실존 인물을 모델로 했다고 하며 편덕화도 랩퍼 중 한 명인 실존인물을 모델로 했다고 한다. 현재 금요일 연재 웹툰 중에 순위 1위를 하고 있다.
애니메이션화가 2022년 11월 4일에 넷플릭스에서 전세계 독점 방영될 예정이였으나, 이태원 압사 사고로 인해 무기한 정기되었다가, 12월 8일에 공개 되었다.

## 줄거리
못생긴 외모와 뚱뚱한 외형으로 인해 학교폭력 피해자로 고생하던 '박형석'은 어느 날 갑자기 꿈의 외형과 힘을 가진 새로운 '박형석'이 된다. 그는 그 새로워진 몸체로 인기를 얻게 된다. 현재는 4대 크루와 박형석을 중심으로 박형석이 4대 크루를 통합하는 이야기가 펼쳐지고 있다.

## 등장인물
박형석
왕따를 당하다가 재원고로 전학을 가게 된다. 재원고에 등교하기 전 여름방학, 미남의 몸과 반대의 몸인 두 개의 몸을 가지게 된 인물이다. 허나 지금 본래 몸은 다이어트로 인해 조금 살이 빠지고 키도 컸다. 이 두 개의 몸은 하나가 각성하고 있으면 다른 하나는 잠들어 있기 때문에 박형석의 영혼은 24시간 각성한 상태가 된다. 패션디자인과이며, 이진성을 보고 배워 싸움 기술을 익힌다. 아보키의 모델 박형석을 모델로 한 인물이다. 기술 카피가 가능하다. 또 종건처럼 무의식에서도 싸울 수 있다. 최수정의 새로운 몸을 좋아하지만 본래의  몸은 부정적인 생각을 가지고 있다. 박지호 때문에 미남의 몸이 그로기 상태가 되었을 때 경찰이 이 몸에 대해 조사한 결과 본명이 이지훈인 것으로 밝혀졌다. 원래의 몸으로 이지훈이 누군지 찾아다니자 아마 최종 보스인 것 같은 HNH 그룹 회장 (최수정 아빠이자 종건과 준구의 보스)가 직접 나타나 '너에게 준 몸 그냥 잘 쓰기나 해라, 괜히 뒤를 캐고 다니지 마라'라는 발언을 하고 2번째로 불가사의한 새로운 박형석의 몸으로 다시 이지훈의 정보와 여러 일들을 확인하러 갔지만 트로피, 사물함의 책 등이 모두 사라져 있고, 그 뒤  종건이 나타나 더 이상 이지훈의 뒤를 캐려 하지 말라며 박형석과 싸움을 한다. 이때 박형석의 무의식이 2번째로 드러나게 되고, (첫 번째: 빅딜 권지태와의 싸움) 쁘렉딱 제외 세계관 최강자중 한명인 종건의 팔을 부러트리는 놀라운 실력을 보여준다. 무의식 상태에서 외지주 세계관 내 무력최강인물로 손꼽히는 종건의 팔을 전투불능으로 만들었다. 박형석의 새로운 몸인 이지훈은 HNM그룹의 회장의 다양한 분야를 잘하는 10명 중 1명이라는 떡밥도 나왔다. 현재 형석의 본체는 다이어트를 하여 잘생겨졌다.
이태성
박형석이 전학 오기 전 학교에서 박형석을 괴롭히던 인물. [파블로프의 개] 에피소드에서 박형석과 다시 마주친다. [폭풍의 전학생] 에피소드 첫 화인 123화에서 준구에게 패배한 뒤 재원고로 전학을 가게 된다. 처음에는 단순히 박형석을 괴롭히는 돼지 일진으로 나오나 현재는 주짓수 베이스에 개싸움, 연장질, 카피를 넘어선 학습, 엄청난 맷집을 가진 싸움꾼으로 판정된다. 준구와 종건이 인정할 정도의 싸움을 보여준다. 하지만 종건은 얼굴이 마음에 안 든다고 싫어하는 모습을 보이기도 한다. 박하늘을 좋아한다. 후 일해외 1계열사편에서 참교육을 당하며, 복수를 다짐한다
김매식
박형석이 전학 오기 전 학교에서 박형석을 괴롭히던 인물. 그 학교 축구부 에이스로 슈팅을 이용해 박형석을 구타하길 일삼았다. 그러다가 이태성과 맞붙었지만 이태성의 주먹 한 방에 의식을 잃고 쓰러졌다. 아르헨티나의 축구 선수 리오넬 메시를 모델로 한 인물이다.
이진성
패션디자인과. 본래 학생들을 매일 괴롭히는 일진이었으나, 도서관에서 양아치들에게 괴롭힘을 당한 뒤 괴롭힘을 당하는 게 괴롭다는 것을 알고 그만뒀다고 한다. 따돌림 당하는 애들 괴롭히지 말라고 명령까지 해댄다. 과거 중학 권투 대회에 나가 성요한에게 패배하고 창피를 당하며 준우승하자, 복싱을 접고 양아치의 길로 들어섰다. 하지만 현재는 다시 복싱을 배우고 있다. 과거 애들을 괴롭히던 이진성이 자신이 구박하던 박지호와 허영미가 교도소와 가출팸에 들어가게 되자 이들의 일탈이 자신 때문이라고 자책하며 이들을 갱생 시키려 노력한다. 점점 화를 거듭해 나갈수록 양아치 같은 모습에서 인간적인 모습을 보여준다. 호스텔 편에서 박형석과 싸우며 처음 싸웠을 때 한방에 나가떨어지던 모습은 사라지고 박형석을 몰아붙이는 모습을 보여준다. 천량에 놀러 갔을 때 싸우면 머리를 밀어버린다는 공약을 지켜 대머리라서 가발 착용 중. 독자들은 후에 박지호와 싸울 때 박지호의 개싸움 스타일이 대머리인 이진성과의 싸움에 변칙적인 히든카드가 될 것이라고 농담을 하기도 했다.
김미진
패션디자인과. 진성, 요한의 짝사랑 상대. 심성이 매우 착하여 진성이 싸움을 하는 것을 싫어하며 말리기 때문에 미진이 앞에서는 진성이가 싸움을 잘 하지 않는다. 허나 한번 터지기 시작하면 그때는 김미진도 말리지 못한다.
홍재열
패션디자인과. 아보키의 모델 재열을 모델로 한 인물이다. 미남일 때의 형석을 매우 좋아하고 따르며 심성이 매우 착하고 큰 기업의 재벌 2세. 말을 하지 않지만, 신기하게도 알아듣는 사람들이 있다.(재혜(동생), 형석(친구), 아버지(홍 회장)등. 박형석이 처음 왔을 때부터 지나치게 챙겨주는 모습을 보여주며 댓글에서는 홍재열 동성애자설이 퍼지고 있고 거의 전설로 받아들여진다. 초반에 신체 피지컬이 꽤 있는 편으로 나왔고 별 볼 일 없는 양아치들은 개 패주는 모습을 보이며 싸움을 잘하는 것으로 나왔고 후반에는 홍재열의 아버지가 홍재열을 남자구실을 한다고 가르친 시스테마와 칼리 아르니스를 바탕으로 이태성의 맷집도 뚫을 만한 싸움 실력을 보여준다.
박하늘
패션디자인과. 박형석을 보고 한눈에 반한다. 인터넷 방송을 하다, 강남건물주라는 닉네임의 한 남자에게 큰일을 당할 뻔하지만, 그 시각 편의점 아르바이트를 하고 있던 박형석의 본체(뚱뚱한 몸체)와 바스코에게 도움을 받고 그 뒤 뚱뚱한 형석도 좋아하게 된다. 뚱뚱한 형석을 위해 이태성 애인 행세를 하기도 했다. 현재 인터넷 방송에서 활동 중인 BJ 하늘을 모델로 한 인물이다. 뚱뚱한 형석을 "돼지" 라고 부른다. 이태성이 재원고로 전학 오면서 박하늘을 짝사랑하게 되는데 이때 박하늘에게 변태적인 모습을 보이며 엄청나게 찝쩍댄다. 박형석은 이태성이 두려워 고향으로 도망가고 노숙 생활도 하지만 수정이의 아픈 충고( 뺨 후갈김)을 통해 박하늘이 이태성을 만나주는 대신 박형석을 괴롭히지 않는다는 조건으로 얼마나 고생하는지 듣게 되고 다시 이태성을 찾아가 트라우마를 극복하고 싸우게 된다. 이때 이태성은 자신이 오른손을 쓰면 박하늘을 놔준다 하고 결국 이태성의 오른손을 쓰게 만든다. 후에 박형석은 이태성이 모른 척하며 박하늘에게 찝쩝대려고하자 추하다 태성아(태하다 추성아)라고 말하며 이태성을 내쫓는데 이 대사는 박형석이 이태성을 보면 말하게 되는 고정 멘트로 변하게 됐다.
최수정
패션디자인과. 박형석과 같이 미녀의 몸과 반대의 몸인 두개의 몸을 갖고 있다. 그래서 박형석처럼 최수정의 영혼 역시 24시간 각성한 상태이다. 또한 큰 기업의 재벌 2세.파프리카 TV의 소유자기도 하다. 아버지의 명령으로 재원고로 전학을 왔다. 새로 생긴 몸 상태의 형석을 싫어했지만 오해를 풀었다. 진짜 형석을 좋아한다. 자신의 아버지가 어떤 큰 그림을 그리고 일을 벌이는 것은 눈치껏 생각하고 있지만 그것이 무엇인지는 자세히 모르는 것 같다.
진호빈
보컬댄스과. 유도 유단자로 그래플링의 명수이지만 실제 싸움실력은 선글라스를 쓰면 약간 별로이나, 물안경을 쓰거나 어두운 곳에서 안경을 벗고 싸우면 엄청난 힘과 기술을 자랑한다. 편덕화를 자주 괴롭힌다. 옛날 천량중에서 엄청난 실력자였는것 같다.(과거 진호빈의 크루가 한 지역을 점령했다고 한다) 래퍼 빈지노를 모델로 한 인물이다. 선글라스를 쓰는 이유는 한쪽눈의 이상인 것 같고 동공과다안증인 눈을 보여주기 싫어 거의 안보이는 것과 비슷한 6번 썬팅한 선글라스를 끼고 다니지만, 주변이 어두워 자신의 눈이 안보이는 상황에서는 선글라스를 벗고 자신의 본 실력을 보여준다. 유도를 기반으로한 쿠도 무술이 베이스며 천량팸에 헤드로 있을 정도로 엄청난 실력자이다.
김미루
옛 진호빈의 친구. 무제한체급의 유도선수로. '2초의 여제'라고 불렸으나 현재 몸무게를 감량함. 그래도 실력은 그대로인듯 하다. 재원고에서 진호빈의 과거를 알고 있는 유일한 사람이며 40kg을 감량하기전 무제한급의 유도선수였을때는 진호빈도 유도로 이긴적이 없다고 할 정도이다. 박범재의 귀를 좋아한다.
장현
미용과의 청일점. 허나 미용실력은 별로. 아보키의 모델 장현을 모델로 한 인물이다. 옛날 호스텔B의 헤드였고, 딸이 있으며 고아였음. 개싸움이 베이스다. 어렸을때부터 새엄마와 새아빠의 구박으로 집을 나왔고 거리를 떠돌며 차량 털기, 차에 치이는 연기 등 먹고살기 위해 안해본 일이 없다. 그러다 보니 한마리의 짐승 같은 야성(포악함)을 가지게 되었다. 그러던 와중 홍두표에 백도어 라는 크루와 다툼이 있었고 장현과 채원석의 합작으로 빽도어를 박살낸다. 이후 종건은 자신의 4대크루를 거의 다 만든 와중에 강동을 맡은 빽도어가 께지게 되자 호스텔을 찾아가게 되었고 채원석과 권지태의 싸움이 있고난후 성요한과 장현에 싸움에서 처음에는 밀리는 듯 하나 권지태의 단소로 뒤 통수를 후려치며 성요한을 기절시킨다. 종건은 무기를 들자 분위기가 바뀌는 모습과 엄청난 야성, 그리고 권지태 급의 괴력을 가진 채원석과 성요한 급의 전투력을 가진 응구 탱구를 보고 관심을 보이지만 장현과 아이들이 만든 호스텔이라는 것이 폭력 집단이 아닌 가족놀이 라는 것을 알고 단신으로 4을 제압한다. 하지만 왕오춘이 마지막 발악으로 호스텔도 성장할 수 있다며 가출팸들을 이용해 크루 사업을 진행할 것이고 이때 종건이 고민하고 있던 '경찰에 꼬리가 잡히지 않고 돈을 벌 수 있는 방법'인 점조직 시스템까지 말하자 종건은 크게 기뻐하며 호스텔을 4대크루로 임명하고 사라진다. 후에 종건이 자신의 첫 후임으로 인정하고 트레이닝을 해주지만 결국 혜은과 자신의 아이를 위해 엄청난 부를 얻을 수 있는 종건의 자리까지 버리고 종건과 싸움을 해 종건의 가슴에 흉터를 남기고 떠난다. (후에 종건이 왕오춘한테 말해준 바로는 장현은 아주 잠시였지만 자신을 압도 했고 죽일 수 있음에도 죽이지 않았다. 라고 말했으니 엄청난 싸움실력을 가졌다는 것을 알 수 있다) 왕오춘 사망 이후 재원고를 떠나고 호스텔 B에 헤드로 다시 활동하며 가출한 아이들을 보살핀다.
종건이 무기를 준 이유는 장현의 야성을 제거하기 위해서라고 했다 장현이 무기를 버렸을 때 준구 이후로 종건과 대등하게 혹은 압도한 첫번째 인물
왕오춘
호스텔A의 헤드. 우연히 장현이 싸우는 모습을 보게 되었을때부터 장현을 알게 되었고 그 후 장현의 와일드한 자유분방한 모습을 보고 장현을 동경한다. 왕오춘에 집안은 엄청나게 빡빡한 집안으로 아버지가 방문에서 빠따를 들고 공부 시킬정도였기 때문에 장현의 자유로운 삶은 그에게는 로망 그 자체였다. 장현과 박세림, 채원석, 응구 탱구 그리고 박세림과 자신의 학원친구인 혜은과 함께 매일 어울려 다녔다. 그러다보니 자신이 먹고살정도에 생활비만 친할머니에게 받던 박세림은 이들을 다 먹여살릴 수 없었고 돈 걱정을 하던 중 장현이 돈을 벌어온다며 트럭을 터는 등 즉석 범죄를 저지른다. 왕오춘은 이런 모습에 반해 장현이 자신을 인정해주기를 바라며 자기도 할 수 있다며 빈집털이를 시도하지만 그 집이 왕오춘 자신의 집이었고 자신의 아빠를 때리고 도망가는 왕오춘의 모습에 장현은 오히려 실망하고 만다. 그리고 장현은 우리들은 고아지만(혜은은 아님) 너는 돌아갈 데가 있으니 돌아가라. 우리와 어울리지 말라며 아이들과 은따를 시전한다. 왕오춘은 이들의 따돌림에 실망하지만 가장 실망했던 것은 혜은으로 인해 장현이 자신이 동경하는 자유로운 모습이 아닌 일반인과 똑같이 변하는 모습이었다(둘이 좋아하는 사이였기 때문에 범죄를 저지를려는 장현을 혜은이 막는 등 장현이 갱생하는 것이었다). 왕오춘은 혜은을 떨어트려 놓으려는 수작으로 혜은이의 엄마(검찰)에게 전화해 혜은이 여기 있다고 알리지만 상황은 악화 돼 검찰이 이들을 불법 거주로 경찰서로 끌고 간다. 아직 왕오춘이 먼저 연락했다는 것을 모르는 장현과 아이들은 혜은을 멀리했고 혜은은 장현과의 관계로 임신했다는 사실을 아무에게도 알리지 못한다. 그 후 장현은 종건의 후임으로 선정되어 트레이닝을 받고 왕오춘은 그 옆에서 장현을 어시해주는 역할을 한다. 그러다 혜은이 왕오춘에게 장현과 연락을 하게 해달라고 하고 장현은 혜은과 연락하게 되지만 왕오춘이 폰을 2개를 가지고 그 둘의 연락을 몰래 자기 마음대로 써내려 갔다. 그래서 혜은이 자신의 임신사실을 알리지만 왕오춘은 맘대로 지우라고 문자를 보내고 그러한 사실을 알 턱이 없는 장현은 혜은의 연락이 없는 것을 보고 크루 생활에 더 진념한다. 하지만 혜은이 왕오춘의 뒤를 밟아 장현을 직접 찾아갔고 어떻게 애를 지우라 할 수 있냐며 장현에 뺨을 후갈기고 나간다. 이 모든 것이 왕오춘의 수작이라는 것을 알게 된 장현은 왕오춘을 엄청나게 구타한다. 장현은 혜은이 걱정되 찾아 나설라 하지만 종건이 나타나 이제 겨우 가출팸으로 크루가 완성 됐고 안정화 되갈라 하는데 여자 하나때문에 이 자리를 박차고 가는 거냐라 하지만 가족은 돈으로 못산다며 종건과의 결투 끝에 만싱창이의 몸으로 혜은을 찾아간다. 하지만 혜은은 출산이 늦어져 결국 죽게 되었고 장현은 자신이 잘못했다며 왕오춘의 죄까지 뒤집어 쓰고 자신의 딸(예나)만 챙긴 후 잠적한다. 그러자 종건은 장현이 나타날때까지 크루를 유지 해야한다며 왕오춘을 트레이닝 시킨다. 종건에게 받은 훈련과 고통과 감정을 느끼지 못한다는 특징으로 왕오춘은 굉장히 강해졌다. 후에 장현이 왕오춘이 또다른 장현을 만든다는 목적으로 고아 아이들을 범죄에 사용한다는 것을 알고 왕오춘을 찾아가지만 이미 왕오춘은  장진혁이 4대크루를 통일할 정도로 강하다고 할정도이다. 하지만 결국 혜은이에 대한 죄책감때문에 옥상에서 떨어져 자살하기전 장현에게 예나는 하고 싶은거 시키라고 말하고 자살한다.
바스코 (이은태)
건축인테리어과 1학년 반장. 강자는 싫어하고 약자는 돌봐 주는 '힘센바보'이다. 엄청난 수준의 괴력 덕분에  이진성 등 여러 사람들을 힘으로 압도한다. 중학교 1학년때 같은 학교의 3학년 선배에게 괴롭힘을 당한 후 선단공포증에 걸렸지만, 타투를 통해 극복하였다.
준구에게 강해지는 법을 알려달라하니 준구는 사이타마 식 훈련법을 알려줬고 그걸 매일 하루도 빠짐없이 한 바스코를 준구는 "괴물같은 놈 그걸 진짜했어"라는 대사를 할 정도였다. 작은 형석을 처음으로 다이어트 시키려 한 인물이지만 결국 실패한다.
원래는 괴력으로 그저 때리기만 했지만 쁘랙딱에게 무에타이를 배워 베이스로 삼았다. 래퍼 바스코를 모델로 한 인물이다.
박범재
건축인테리어과. 이은태와 어렸을 때부터 친구이며 머리가 좋아서 이은태의 참모 역할을 하고 있다. 래퍼 박재범을 모델로 한 인물이다. 귀가 매우 크다. 바스코를 위해 타투, 운동 등을 같이 해줬던 인물이다. 소년탐정 박범재 에피소드에서 베스트 댓글로 갈비찜 레시피가 올라온 것이 한때 웃음거리가 되었었다.
이남수
패션디자인과.명품 수집을 매우 좋아하며 그게 권력이라고 생각한다.
편덕화
보컬댄스과. 재능은 뛰어나지만 단지 못생긴 외모 하나 때문에 진호빈에게 괴롭힘을 당하다가 축제에서 박형석과 함께 노래를 부르게 되고 그 이후 점점 인정받고 있다. 파프리카tv에도 시청자가 계속 늘고 있고. 현재 PTJ 엔터테인먼트먼트의 B반. SNS 스타 편덕화를 모델로 한 인물이다.
박종건
준구와 함께 최수정의 아버지 아래서 일하고 있다. 예전엔 수금을 맡았지만 지금은 최수정의 호위를 맡고 있다. 현재 스토리상 준구와 함께 무력최강인물. 지미 큐를 모델로 한 인물이다. 쁘렉딱의 열혈팬이며, 극진 가라데,아이키도가 베이스이고 성요한이나 박형석처럼 카피를 하는천재가 아님에도 2가지의 무술만 연마하는 클라스있는 모습을보여준다.
왕오춘,장현,성요한 등을 크루 헤드급으로 성장시켰으며 과거 일본 야쿠자 관련 출신으로 예상된다.
김유이
패션디자인과. 파프리카 tv를 통해 많은 돈을 버는 여학생. 박형석을 좋아했으나, 이진성이 전 남자친구로부터 구해준 후로 이진성을 좋아한다. 최수정의 뚱뚱한 몸을 왕따시켰었다. 종건에게 비즈니스건으로 스카웃 되었다. 현재 인터넷 방송에서 활동 중인 BJ유이를 모델로 한 인물이다.
준구
싸움의 베이스는 검도와 칼리 아르니스이다 신장은 190CM이며 한신우와의 전투에서 맨손으로 젓가락을 불꽃을튀기며가는 모습으로보아 완력이 상당한듯하다, 지금까지는 각목,카타나등의 무기로싸웠으며 마땅한무기가 없을시 깨진안경조각을 신발에 꽂아공격하거나 젓가락으로 공격하는등 주변사물활용능력이 상당하다.
전투력은 종건과 대등한 정도이다
성요한,한신우와의 전투에서 나온 준구의 행동과무통은 특별하다는 발언을 보아 준구가 무통이라는 주장이 나오고있다.
박태준
건축인테리어과. 패이스북 스타가 되고 싶어한다. 다른 페이스북 스타 신대훈을 저격하는 동영상을 올리자 SNS 스타가 되었다가 신대훈에게 잡혀 자작극을 펼치다 바스코에게 구출되었다.
성요한
과거 이진성,김미진과 소꿉친구. 사이비 종교 에피소드에서 등장했으며. 갓독의 헤드였다. 시각장애인이신 어머니의 각막수술 순서를 앞당기기 위해 돈을 모았지만 부하들의 불법적인 일(대포통장)로 인해 크루에서 제외됨. 상대방의 기술을 카피하는 재능이 있으며 이는 세계관 전체에서 주인공과 성요한만이 보유한 기술이다 현재백호인력에 입사한 뒤 클럽비비에서 가드를 하고있으며 시각능력이 유전인것이 밝혀저 시력이 낮아지는 떡밥이있다. 현재 바스코와 이진성 둘이함께 싸웠지만 가볍게 압도했다.
박지호
여러 에피소드에서 짜증나는 모습을 보여줘 독자들이 싫어하는 인물 중 하나. '대포통장' 에피소드에서 박형석과 공영훈을 당구장에서 밀어서 혼수상태로 만들어 현재 소년교도소에서 수감중이나 특사로 출소 가능성이 있다.(현재는 다른 이가 출소했다.)독방에서 자신의 가치관을 바꿔 '죽일 각오로 싸운다'라는 생각을 갖게 되어 나름 강해졌다. 이후 교도소에서 탈옥한 뒤 "이지훈"이라는 크루를 만들고 안산 퍼블릭과 함께 4대크루를 통합하려고 하다가 소피아한테 배운 박형석한테 처참하게 패하고 자신또한 고층건물 옥상에서 타락하기전 자신의 환영에 밀쳐져 사망하고 만다.
쁘렉딱
태국 최고 무에타이 선수
상대방 선수를 실수로 죽여서 은퇴. 현재는 제자를 바스코 1명으로 두고있으며 함선농과 타코야키 집을 운영했다.
현재는 클럽 앞에서 떡볶이 장사를 한다
서성은
일해회 간부
4대계열 원MCN에 이사였었다
예전에 일해회에 있기전에는 강서에 있는 모든 고등학교를 중학생때 통합시켜 강서연합을 만들었다.
그리고 서성은에게 3년전 빅딜 NO.2 노안이 자신을 빅딜로 스카웃하러 왔을 때 당시 NO.1이던 한신우(큰형님)가 자신이 아닌 김기명을 스카웃하러 갔다는 것의 화가 나서 강서중을 먹으러가서 강서중학교의 대가리(1짱)
인 김기명과 피 터지게 싸우지만 결국 승부는 결정되지 못했다.성요한에게 3개열사가 풍산개교에 마약을 공급했다는 말을 하여 시청자들에게 급호감이 되었다.
5황
아직 알려진게 없지만 서성은과 한패일듯 하다.
김부장
일해회 보안팀
일해회의 보안팀으로 채원석과의 싸움으로 첫등장하였다. 처음에는 채원석과 동급같았지만 그의 정체는 국가기밀요원이었던 것이 들어난다. 채원석과 박형석 각오하고 함께 싸우려고 하는 것을 보면 굉장히 강한것 같다. 백호인력소에서 일하고있다.
이도규
목수 아저씨
박형석과 종건의 싸움에서 종건이 언급한 '그 천재',김부장이 소속된 백호인력소의 소장이자 HNH그룹 회장의 10명의 천재 중 싸움의 천재이다. 혼자서 육체가열(자기혐오) 상태이던 박형석과 채원석을 간단히 제압한다. 장현에게 야성과 살아남는 방법을 가르치고 준구와 종건을 가르친 사람이다. 네명의 0세대중 한명이며 김갑룡을 죽였다고 예측된 인물이었으나 김갑룡이 이끄는 패거리의 단원이었던걸 보면 김갑룡을 죽인 인물은 아니었다고 추정된다.
김기명
아버지 김갑룡을 깡패라 싫어한다
3년전 강서중에 재학 중에 3년전 빅딜NO.1 한신우에 빅딜 스카웃을 받았으나 당시는 거절하였으나 강서연합 서성은(현 일애회 4계열사 사장)과 싸움도중 흑곰파의 등장으로 약해보이기 싫어서 자신과 같이 있던 서성은,권지태 등을 지신과 함께 다 같이 빅딜이라 소개한다. 불법또또로 소년교도소에 들어가기 전 종건과의 싸움에서 많은 이빨들이 빠지고 그것으로 인해 교도서안에서 빠른 출소를 기다리면서 출소 후 종건에게 복수해서 종건의 자리를 빼앗으려하고 교도서에 있는 동안 빠진 이빨들을 임플란트했다. 또한 교도소에 있는 동안 종건을 찢어 발긴다는 생각으로 훈련을 했다. 싸움에 베이스는 MMA(종합격투기)이다. 부하들을 힘으로 다루기보다는 리더쉽으로 다룬다.
한신우
3년전 빅딜 No.1(약속의 소년)
3년전에 강서중 김기명을 스카웃하러 직접 갔고 흑곰파에 김기명 일행이 잡혔을 때 네가 빅딜이라 소개해서 구하러 왔다면서 그게 낭만이라며 흑곰파에서 김기명 일행을 구한다. 과거 한신우는 빅딜과 흑곰파에게 삥이 뜯기던 그 거리를 구하려고 힘을 키워 빅딜에 들어가 No.1을 먹는다. 그리고 아무 조건 없이 10년간 거리를 지켜준다. 그리고 김기명편에서 종건, 준구가 4대 크루를 만들때 잠깐이지만 준구와 대등하게 싸웠으며 그의 전투력은 종건도 놀랄 정도였다.
현재 일해회에게 12억을 받고 고용됐지만 그 사실을 늦게 알아차린 김기명이 한신우의 행방을 찾고 있다. 준구와의 결투에서 잠시나마 준구를 압도한 모습은 종건도 인정할 정도였다.
라인만
원래 권지태와 같은 중학교의 일진 크루 대장이었으며 빅딜 말단으로 들어갔었다. 김기명이 말단인 자신의 이름을 기억해주고 가족이라고 까지 말해주며 엄청난 충성심이 생겼고 현재는 빅딜의 NO.6가 되었다. 그리고 권지태,김기명과 함께 호텔 비비로 잠입하여 권지태와 김기명과 함께 비천회 99명을 제압했다.
권지태 
빅딜 NO.2 김기명보다 강할수도 있다는 떡밥이있으며 종건에게 큰 상처를 입혔다. 김기명에 대함 엄청난 충성심을 보인다.
샤오룽
비비를 지키는 경호원 역할이며 전투력은 종건급이라고 한다. 언월도를 사용한다. 권지태와 라인만을 가볍게 제압했다. 김기명과의 전투에서 김기명에게 완전히 제압당하는 모습을 보여주지만 후반에 천호위공이라는 무술을 사용하면서 다시 전투를 시작한다.
노안
한신우의 빅딜 시절 빅딜 NO.2였으며 현재는 일해외 3계열사에서 일한다.
채원석
장현의 호스텔 인원 절권도를 사용하고 강동무적이라 불리며 말을 생략하는 습관이있다.
위태곤(곤왕)
일해외 제3계열사 간부이며 사절곤을 사용한다. 불우한 어린시절을 보냈으며 중국에서 패배한 적이 없지만 장현과의 대결에서 장현에게 처참히 패배한다.
장진혁
케이하우스의 헤드이며 전 갓독 NO.2였다 성요한을 배신하고 성요한에게 짜장면 150만원을 사기쳤다. 호스텔편에서 재원고를 박살내려고 하지만 성요한에게 귀방망이를 맞고 돌아간다.
신대훈
SNS에 자신이 양아치짓하는 것을 올리는 인물 하지만 SNS스타이다. 박태준을 협박하여 주작을 했다.
유진
일해회의 회장이자 방만덕과 쌍둥이 형 유성을 경호로 두고 있으며 여러가지 악행을 저지른다. 박형석의 대해 뒷조사를 한 걸 봐서는 지능형 싸이코일 가능성이 있다. 박형석(키츠네) 이현도(한냐)를 2계열사에 가둔 장본인이다.
이지훈(강다겸)
외모지상주의 세계관 가장인기있는 연예인이자 PTJ엔터테이먼트의 새로운 대표인 DG로 밝혀졌으며 마태수의 눈을 뽑은 장본인이다. 1세대의 전설로 불렸으며 외모지상주의 세계관 정상급 인물으로 평가돼고 있다. 1세대의 전설이라는 별명이 있으니 1세대에서 가장 강한 인물로 추정되기도 한다.
안현성
크루 '퍼블릭'의 NO.1 안산의 태양이라 불리는 인물이다. 마태수가 인정한 유일한 인물이며 마태수를 존경한다. 마태수를 본받아서 인지 오로지 주먹으로만 상대를 상대하는걸 보면 그 주먹은 마태수와 맞먹는 주먹일 수도 있다고 생각한다.
마태수
안현성의 롤모델이자 1세대 인물 이지훈이 마태수가 다시는 그 주먹으로 사람을 팰 수 없게 손가락을 가져가겠다고 했으나 차라리 눈알을 뽑아가라고 할만큼 일편단심 주먹으로 살아온 사나이라고 볼 수 있다. 여태까지 2세대는 1세대의 반도 못미치는 약골인줄 알았으나 육체가열(자기혐오) 상태의 박형석을 보고 자신이 잘못 생각했다는 판결을 내린 인물이다.
네코
일해회 2계열사 사장
본명은 미츠키이며 한신우를 광적으로 좋아한다 .키츠네(박형석)을 의심하고 믿지 않고 있는 것처럼 보인다. "여전하네요,당신의 사랑은."라는 유진의 말과,"그 여자(네코)밑에서 일해야한다니 오히려 걱정이 되네요."라는 서성은의 말로 보통 사람은 아니다. 2계열사의 주사업인 '서커스'의 진행자이다.
노멘 (쿠로다 류헤이)
일해회 2계열사 간부(2계열사는 가면을 쓴다)
본명은 쿠로다 류헤이.전직 일본 폭주족 출신으로 추정되며 네코를 좋아한다."폭주한판?"이라는 드립이 유명하다. 처음 만난 상대에게도 어깨빵과 가운뎃손가락을 날린다. 네코의 경호를 맡아 할 정도로 세다. 박형석처럼 슬림한 미남형이다. 가면은 노멘이다.
다루마 (마가미 켄타)
일해회 2계열사 간부
특징은 새끼손가락이 없으며 본명은 마가미 켄타. 한냐(이현도)의 말에 따르면 작은체구로 싸우는데도 진적을 본적없으며 잔인하고 영리하다고 하다.
횻토코 (사토 카즈마)
일해회 2계열사 간부
몸집이 거대하며 전 스모 선수다. 본명은 사토 카즈마.다른 덩치있는 캐릭터들에 비해서 신중하고 꼼꼼한거처럼 묘사된다. 서커스의 첫번째 게임 '개미털기'의 심판이며, 가위바위보를 해서 이기면 통과 지면 횻토코가 싸대기를 때린다. 하지만 싸대기가 워낙 강력해 버티는 사람이 거의 없다. 장난스러운 횻토코 가면에 비해 조용하고 과묵하다고 한다.
한냐 (이현도)
일해회 2계열사 간부 
본명은 이현도로,2계열사의 주사업인 서커스를 생각해내어 2계열사의 카지노 앞을 쓸던 청소부에서(3계열사가 망하고 2계열사로 넘어옴)간부가 된다. 키츠네가 2계열사를 부수기 위해서 서커스 클리어 방법과 함께 다른 간부들의 특징을 알려준다. 일본어를 하고 알아들을 수 있다. 가면은 한냐.
이현도 게임이라고 일진시절 찐따들을 괴롭힐때쓰던 게임이다 2계열사 앞에서 바닥을 쓸으며 동료들한테 이현도게임을 알려줬는데 마침 지나 가던 일해회 회장 유진이 우연히 들어서 아이디어맨으로 네코한테 추천서를 써준다며 서커스때 활용되면서 한냐가 되었고 노멘에게 인정을 받았다.